# Monteagudo de las Salinas

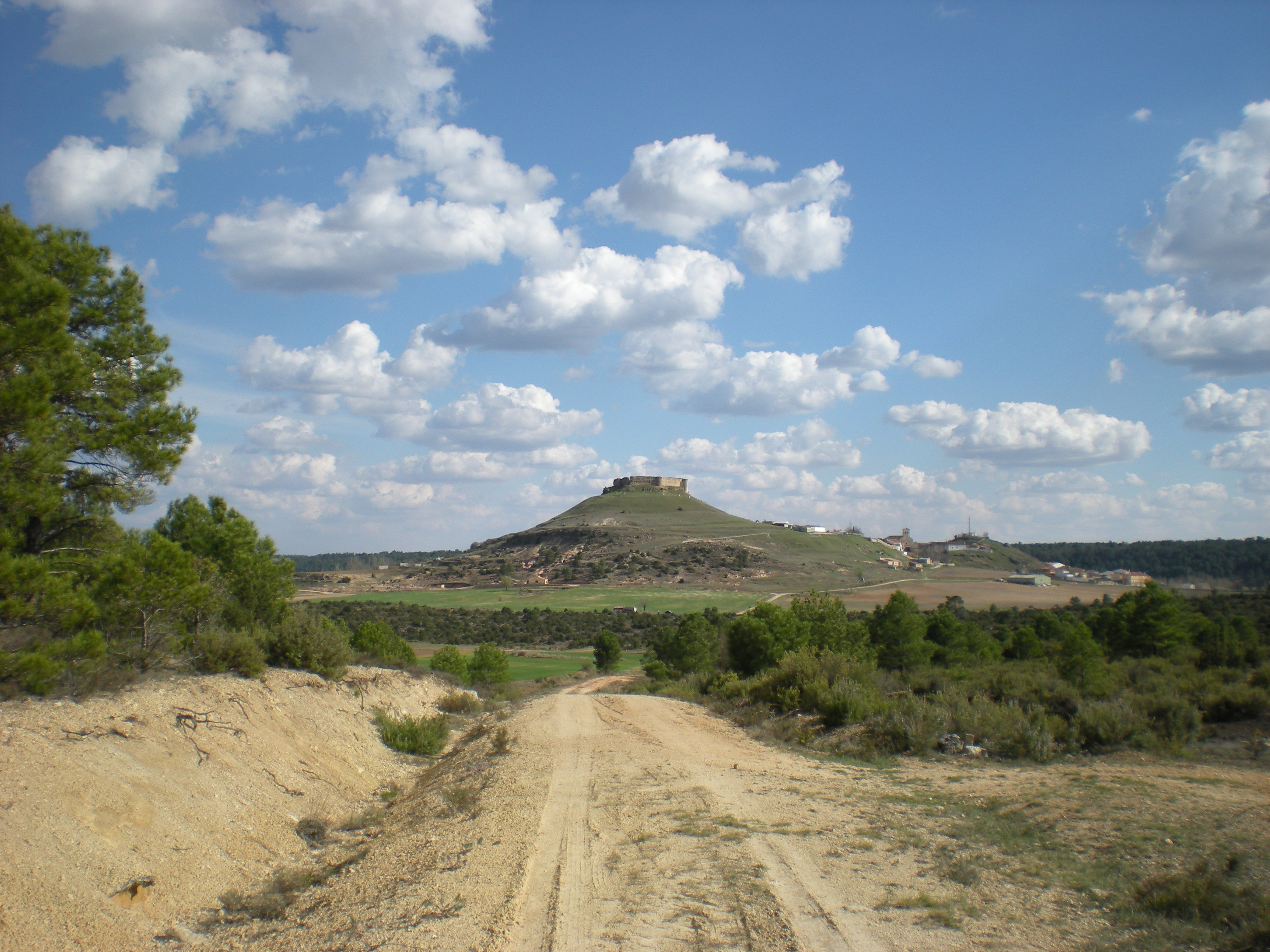
Zicht op het kasteel.

Monteagudo de las Salinas is een gemeente in de Spaanse provincie Cuenca in de regio Castilië-La Mancha met een oppervlakte van 132 km². Monteagudo de las Salinas telt 133 inwoners (1 januari 2016).

## Bezienswaardigheden
Het dorp heeft een kerkje (Eglesia de San Salavador) uit de 16e eeuw. Het kasteel boven op het dorp is een ruïne uit de 12e eeuw en is te bezichtigen. Van daarboven heeft men een zicht over de bossen en heuvels van de omgeving. Het enige andere kasteel in de omgeving is dat van Paracuellos. Beide kastelen werden door koning Alfonso VIII geschonken in 1187 aan de eerste bisschop van Cuenca. Het hotel El Romeral , zo genaamd naar de rozemarijn-velden, is in typische "stilo rural" opgetrokken in natuursteen en het is de enige plaats waar men kan verpozen. Het is merkwaardig want het is een unieke poging in de streek om in authentieke stijl een hedendaags gebouw op te richten.

## Omgeving
De onaangerepte natuur is een paradijs voor mountainbikers en jagers. In de herfst zijn er veel paddenstoelen. Het dorp ligt op 30 minuten rijden van de historische hoofdstad van de provincie Cuenca en op een uur fietsen naar het stationnetje van Carboneras de Guadazaon dat een spoorlijn heeft van Madrid naar Valencia.

## Demografische ontwikkeling
Bron: INE, 1857-2011: volkstellingen
Opm.: Tussen 1857 en 1887 maakte Yémeda deel uit van Monteagudo de las Salinas; in 1974 werd Monteagudo de las Salinas opgeheven en bij Almodóvar de Monte Rey gevoegd maar in 1983 werd Monteagudo de las Salinas opnieuw een zelfstandige gemeente

## Bevolking
Monteagudo is voor de rest verlaten en enkel nog bewoond door ouderen. Er is wel de jaarlijkse feria op 15 juni rond de kleine arena voor stierenvechten waar befaamde torero's op afkomen. Het schepencollege verwacht veel van de aanleg van de hogesnelheidstrein die Cuenca met Madrid zal verbinden en die het dorp toegankelijker zal maken voor de Madrilenen die de files willen ontvluchten.

## Naam en historische bijzonderheden
De naam "de las Salinas" is afkomstig van de zoutmijnen die in onbruik zijn sinds de jaren zeventig van de vorige eeuw. Monteagudo ligt langs de oude Romeinse heirbaan naar Valeria (waar er opgravingen van Romeinse ruïnes te bezichtigen zijn) en langs de ruta de la lana, een bedevaartsroute die leidt naar Santiago de Compostella. Op de berg met de televisiemast genaamd naar de patroonheilige van het dorp San Roque, is er een aandenken aan de eerste bedevaarder Francisco Patiño die de bedevaart ondernam in 1624 na zijn gevangenschap in slavernij door de Turken en staat er in een kapelletje het beeld van de heilige San Roque.
Abia de la Obispalía · Alarcón · Albaladejo del Cuende · Albalate de las Nogueras · Albendea · Alcalá de la Vega · Alcantud · Alcázar del Rey · Alcohujate · Alconchel de la Estrella · Algarra · Aliaguilla · Almendros · Almodóvar del Pinar · Almonacid del Marquesado · Altarejos · Arandilla del Arroyo · Arcas · Arcos de la Sierra · Arguisuelas · Arrancacepas · Atalaya del Cañavate · Barajas de Melo · Barchín del Hoyo · Bascuñana de San Pedro · Beamud · Belinchón · Belmonte · Belmontejo · Beteta · Boniches · Buciegas · Buenache de Alarcón · Buenache de la Sierra · Buendía · Campillo de Altobuey · Campillos-Paravientos · Campillos-Sierra · Campos del Paraíso · Cañada del Hoyo · Cañada Juncosa · Canalejas del Arroyo · Cañamares · Cañaveras · Cañaveruelas · Cañete · Cañizares · Carboneras de Guadazaón · Cardenete · Carrascosa · Carrascosa de Haro · Casas de Benítez · Casas de Fernando Alonso · Casas de Garcimolina · Casas de Guijarro · Casas de Haro · Casas de los Pinos · Casasimarro · Castejón · Castillejo de Iniesta · Castillejo-Sierra · Castillo de Garcimuñoz · Castillo-Albaráñez · Cervera del Llano · Chillarón de Cuenca · Chumillas · Cuenca · Cueva del Hierro · El Acebrón · El Cañavate · El Herrumblar · El Hito · El Pedernoso · El Peral · El Picazo · El Pozuelo · El Provencio · El Valle de Altomira · Enguídanos · Fresneda de Altarejos · Fresneda de la Sierra · Fuente de Pedro Naharro · Fuentelespino de Haro · Fuentelespino de Moya · Fuentenava de Jábaga · Fuentes · Fuertescusa · Gabaldón · Garaballa · Gascueña · Graja de Campalbo · Graja de Iniesta · Henarejos · Honrubia · Hontanaya · Hontecillas · Horcajo de Santiago · Huélamo · Huelves · Huérguina · Huerta de la Obispalía · Huerta del Marquesado · Huete · Iniesta · La Alberca de Záncara · La Almarcha · La Cierva · La Frontera · La Hinojosa · La Parra de las Vegas · La Peraleja · La Pesquera · Laguna del Marquesado · Lagunaseca · Landete · Las Majadas · Las Mesas · Las Pedroñeras · Las Valeras · Ledaña · Leganiel · Los Hinojosos · Los Valdecolmenas · Mariana · Masegosa · Minglanilla  · Mira · Monreal del Llano · Montalbanejo · Montalbo · Monteagudo de las Salinas · Mota de Altarejos · Mota del Cuervo · Motilla del Palancar · Moya · Narboneta · Olivares de Júcar · Olmeda de la Cuesta · Olmeda del Rey · Olmedilla de Alarcón · Olmedilla de Eliz · Osa de la Vega · Pajarón · Pajaroncillo · Palomares del Campo · Palomera · Paracuellos · Paredes · Pinarejo · Pineda de Gigüela · Piqueras del Castillo · Portalrubio de Guadamejud · Portilla · Poyatos · Pozoamargo · Pozorrubielos de la Mancha · Pozorrubio de Santiago · Priego · Puebla de Almenara · Puebla del Salvador · Quintanar del Rey · Rada de Haro · Reíllo · Rozalén del Monte · Saceda-Trasierra · Saelices · Salinas del Manzano · Salmeroncillos · Salvacañete · San Clemente · San Lorenzo de la Parrilla · San Martín de Boniches · San Pedro Palmiches · Santa Cruz de Moya · Santa María de los Llanos · Santa María del Campo Rus · Santa María del Val · Sisante · Solera de Gabaldón · Sotorribas · Talayuelas · Tarancón · Tébar · Tejadillos · Tinajas · Torralba · Torrejoncillo del Rey · Torrubia del Campo · Torrubia del Castillo · Tragacete · Tresjuncos · Tribaldos · Uclés · Uña · Valdemeca · Valdemorillo de la Sierra · Valdemoro-Sierra · Valdeolivas · Valdetórtola · Valhermoso de la Fuente · Valsalobre · Valverde de Júcar · Valverdejo · Vara de Rey · Vega del Codorno · Vellisca · Villaconejos de Trabaque · Villaescusa de Haro · Villagarcía del Llano · Villalba de la Sierra · Villalba del Rey · Villalgordo del Marquesado · Villalpardo · Villamayor de Santiago · Villanueva de Guadamejud · Villanueva de la Jara · Villar de Cañas · Villar de Domingo García · Villar de la Encina · Villar de Olalla · Villar del Humo · Villar del Infantado · Villar y Velasco · Villarejo de Fuentes · Villarejo de la Peñuela · Villarejo-Periesteban · Villares del Saz · Villarrubio · Villarta · Villas de la Ventosa · Villaverde y Pasaconsol · Víllora · Vindel · Yémeda · Zafra de Záncara · Zafrilla · Zarza de Tajo · Zarzuela